# Zsófia edinburgh-i hercegné
Zsófia edinburgh-i hercegné, leánykori nevén Sophie Helen Rhys-Jones (angolul: Sophie, Duchess of Edinburgh; Oxford, 1965. január 20. –) II. Erzsébet brit királynő és Fülöp edinburgh-i herceg harmadik fiának, Eduárd edinburgh-i hercegnek a felesége. Eduárd és Zsófia 1999-ben kötöttek házasságot, utóbbi 2002-ig saját PR vállalkozását vezette, azóta férje mellett a királyi család tagjaként nyilvános és hivatalos szerepléseken vesz részt.

## Fiatalkora
Sophie Helen Rhys-Jones 1965. január 20-án született az oxfordi Radcliffe Infirmary kórházban. Apja Christopher Bournes Rhys-Jones, anyja Mary O'Sullivan. Zsófiát apai nagynénjéről nevezték el, aki születése előtt több, mint egy évtizeddel, egy lovasbaleset következtében hunyt el.
Zsófia fiatalkorát a kenti Brenchley-ben töltötte, iskolai tanulmányait a Dulwich Preparatory School-ban kezdte, majd Kent College hallgatója lett Pemburyben. Később a West Kent College hallgatójaként titkárnőnek tanult Tonbridge-ben.

## Karrierje
Zsófia különféle PR-cégeknél kezdett el dolgozni, négy évig a londoni Capital Radio közönségkapcsolati és sajtómunkatársa volt. Egy időben Svájcot képviselte az Egyesült Királyságban, illetve egy évet töltött Ausztriában. 1996-ban alapította meg saját cégét, a RJH Public Relations-t.
2001-ben (már esküvőjük után) a brit News of the World napilap egyik álruhás riportere felvette, ahogy Zsófia sértő megjegyzéseket tett a brit kormány egyes tagjaira, illetve beismerte, hogy rangját is felhasználta arra, hogy vállalkozásának ügyfeleket szerezzen. 2002-ben mind Eduárd, mint Zsófia bejelentette, hogy visszavonulnak az üzleti élettől (Eduárdnak TV produkciós vállalkozása volt) és a jövőben csak a királyi család tagjaként rájuk háruló feladatokra koncentrálnak.

## Házassága
Sophie Rhys-Jones és Eduárd brit királyi herceg eljegyzését 1999. január 6-án jelentették be. Az esküvőre ugyanabban az évben, június 19-én került sor a Windsori kastély Szt. György-kápolnájában.
A pár hat évvel korábban, 1993-ban találkozott egy jótékonysági rendezvényen.
Az esküvő napján II. Erzsébet királynő a Wessex grófja és Severn algrófja címeket (utóbbit a menyasszony walesi származására tekintettel) adományozta legkisebb fiának és azt is bejelentette, hogy idővel az Edinburgh hercege címet is megkapja, amikor az visszaszáll a Koronára (vagyis Fülöp edinburgh-i herceg halála után). Az esküvő után Zsófia is a királyi család tagja lett, mint Wessex grófnéja. A pár az esküvő után a surrey-i Bagshot Parkba költözött.
2001. decemberben Zsófiát hirtelen rosszulléte miatt kórházba szállították és méhen kívüli terhességet diagnosztizáltak nála. Két évvel később, 2003. november 8-án született meg első gyermekük, Lady Louise Windsor. A szülés császármetszéssel hajtották végre, mert a méhlepény egy része levált és mind az anya, mind a magzat élete veszélybe került. 2007. december 17-én született meg második gyermekük, Jakab, aki születése után a Severn vikomtja címet kapta. A királynő és Eduárd gróf közötti megállapodás alapján a pár gyermekei nem kapják meg a „brit királyi herceg/nő” címet és nem jár ki nekik a „királyi fenség” megszólítás, de ennek ellenére a Windsor-ház tagjainak számítanak.
Zsófia grófné és a királynő állítólag igen szoros kapcsolatban álltak, gyakran együtt lovagoltak és közös volt érdeklődésük a hadtörténelem iránt. A hírek szerint Zsófia volt a királynő menyei közül az egyetlen, akivel megszakítás nélküli jó kapcsolatot tudott fenntartani. Kiváltságos helyzetének is köszönhette Zsófia, hogy 2010. karácsonyán a királynővel együtt utazott a királynő hivatalos autójában (State Limousin).

## Nyilvános szereplései

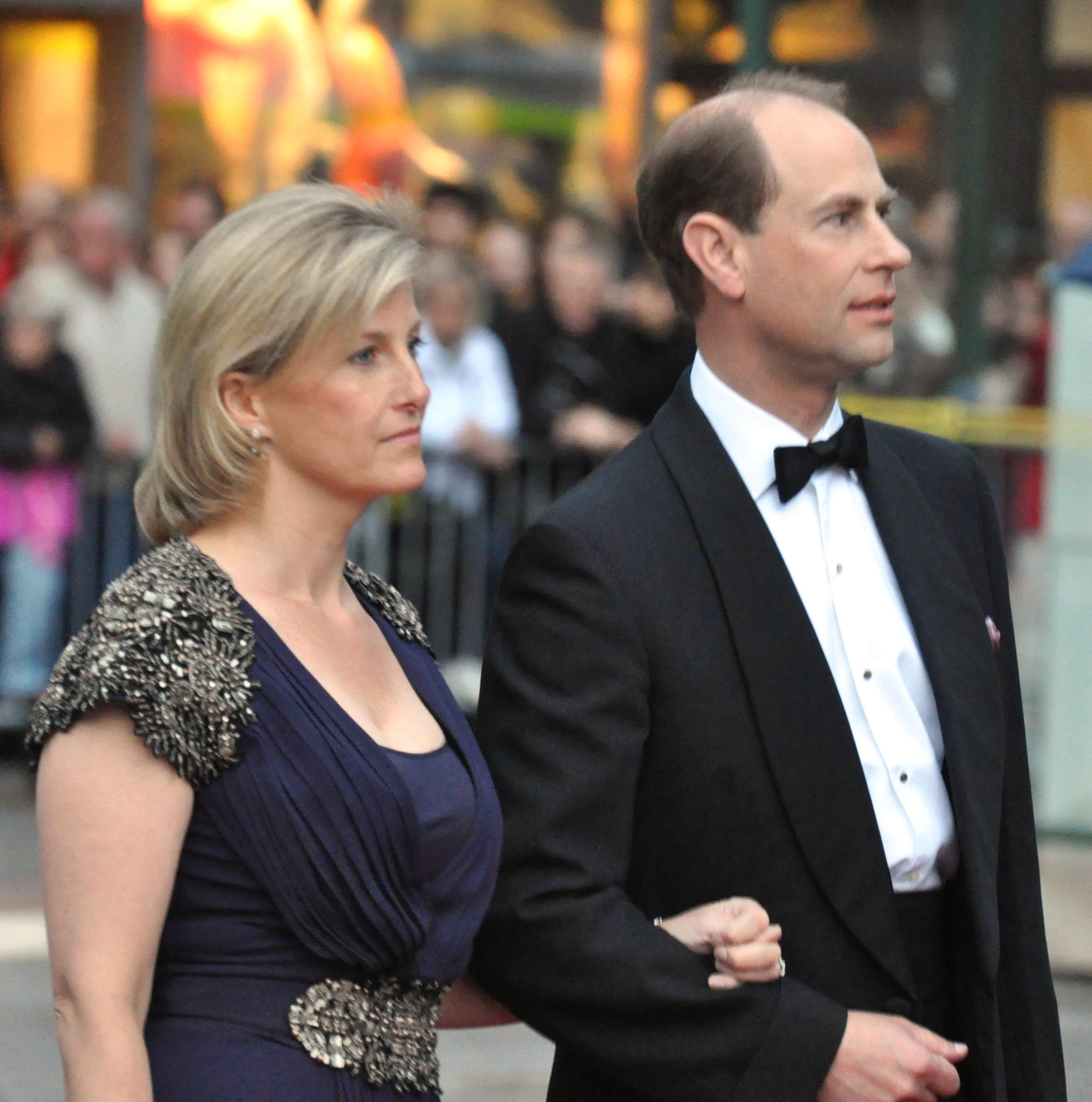
Wessex grófja és grófnéja 2010-ben Stockholmban Viktória svéd királyi hercegnő esküvőjén.

Zsófia grófné esküvője után rögtön vállalt nyilvános szerepléseket a királyi család tagjaként, első külföldi útjára 2000-ben került sor, amikor Kanadába, a Prince Edward-sziget tartományba látogatott. Ezen felül Zsófia elvállalta számos jótékony szervezet védnökségét, az Egyesült Királysági lánycserkészek szervezetének védnöke.
2008-ban, második gyermeke születése után a németországi Paderborn városban meglátogatta az ott állomásozó The Rifles lövészezred 5. zászlóalját, amelynek királyi védnöke.

## Címei, megszólítása, kitüntetései

### Címe és hivatalos megszólítása
- 1965. január 20. - 1999. június 19.: Miss Sophie Rhys-Jones
- 1999. június 19. - 2023. március 10.: Ő királyi fensége Wessex grófnéja
- 2023. március 10. -: Ő királyi fensége Edinburgh hercegnéje

Zsófia hivatalos megszólítása: Ő királyi fensége Eduárd Antal Richárd Lajos hercegné, Edinburgh hercegnéje, Wessex grófnéja, Severn vikomtessze, a Királyi Viktória Rend nagykeresztes dámája, a Jeruzsálemi Sz. János rend dámája.

### Érdemrendjei
Kinevezései
- 2004: II. Erzsébet királynő Királyi Családi Rend[7]
- 2005 -: A Tiszteletreméltó Jeruzsálemi Szent János Ispotályos Rend dámája (DStJ)[7]
- 2010 -: A Királyi Viktória Rend nagykeresztes dámája (GCVO)[8]

Emlékérem
- 2005 -: Saskatchewan megalapításának 100. évfordulójára kiadott medál[9]

### Tiszteletbeli katonai kinevezései
Kanada
- A Dél-Albertai Könnyűlovas Ezred tiszteletbeli ezredese
- A Lincoln és Welland Ezred tiszteletbeli ezredese

 Egyesült Királyság
- Az Alexandra királyné Királyi Tábori Ápolóhadtest tiszteletbeli ezredese
- A The Rifles ezred 5. zászlóaljának királyi ezredese
- A RAF Wittering légitámaszpont tiszteletbeli parancsnoka
- A HMS Daring hadihajó védnöke

## Külső hivatkozások
- A brit királyi család hivatalos honlapján
- Életrajza a www.britroyals.com oldalon